# Strelasund

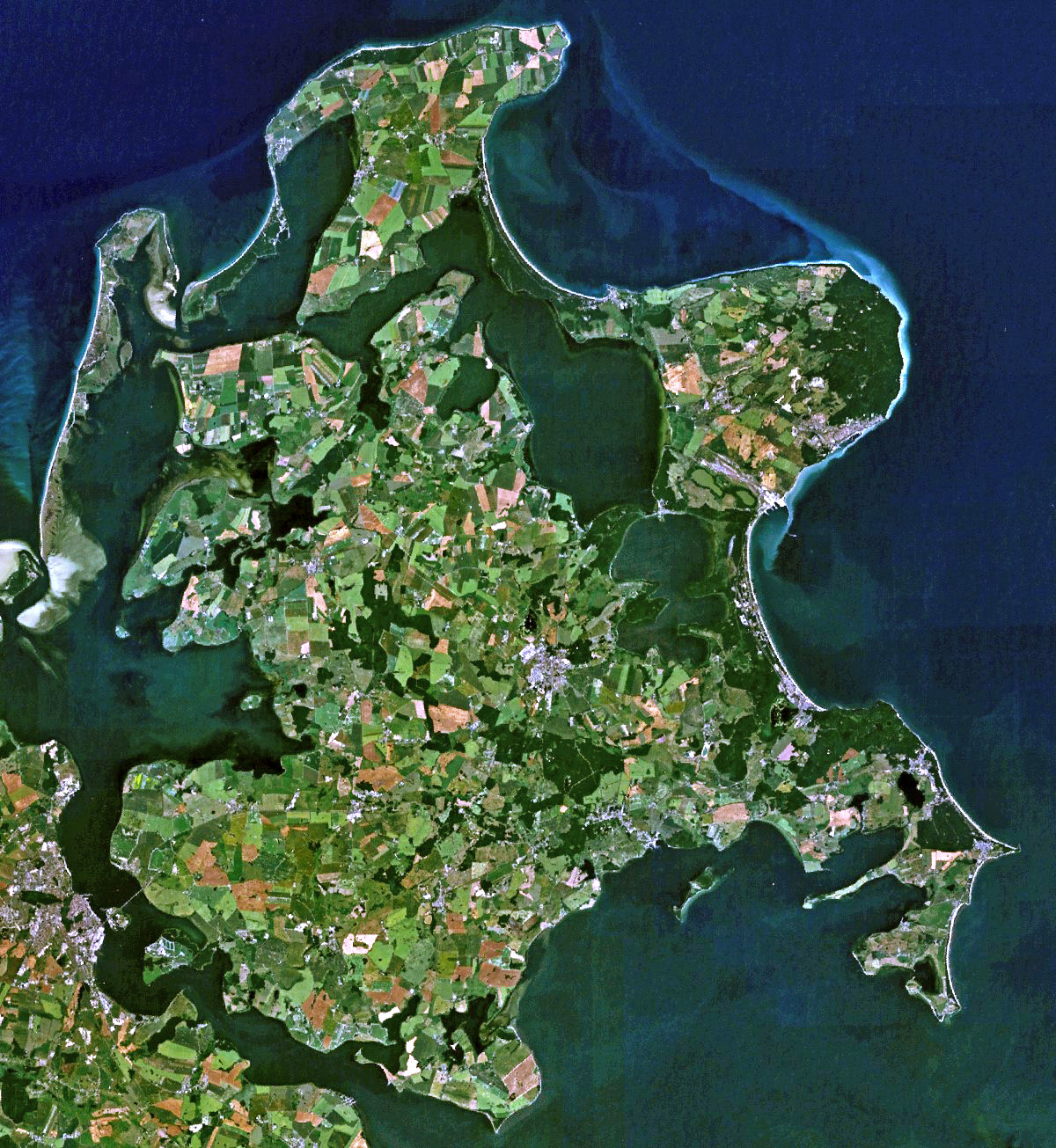
Un'immagine satellitare dell'isola di Rügen; nella parte inferiore a sinistra è visibile lo stretto di Strelasund

Lo Strelasund è uno stretto del Mar Baltico che separa l'isola di Rügen dalla terraferma. Geograficamente appartiene al Land del Meclemburgo-Pomerania Anteriore, in Germania. Lo stretto è attraversato da un ponte stradale e ferroviario chiamato Rügendamm, che unisce l'isola alla città di Stralsund. Lo stretto si sviluppa per una lunghezza di circa 25 chilometri e non è mai più largo di 3 chilometri; è particolarmente stretto nella parte nord-occidentale mentre la massima larghezza viene raggiunta a sudest.
L'unica isola di una certa importanza all'interno dello Strelasund è l'isola di Dänholm, di fronte alla costa di Stralsund, su cui poggia parte del Rügendamm. La parte settentrionale dello stretto, quella che appartiene all'isola di Rügen, ha una costa molto scoscesa e ripida, mentre sul lato meridionale, quello appartenente alla terraferma, vi sono molte spiagge piatte.
Lo Strelasund è stato il teatro di due battaglie. La prima nel 1362 e la seconda nel 1369, entrambe combattute fra Valdemaro IV di Danimarca e la flotta navale della Lega anseatica. Sconfitto in quest'ultima battaglia, il re dovette firmare il Trattato di Stralsund nel 1370.